# Rheder (Euskirchen)
Rheder este o localitate ce aparține de orașul Euskirchen situat pe valea Erftului la sud de oraș, având aproape 500 de locuitori.
Este interesant de menționat străzile noi ale localității au primit nume de minerale sau pietre prețioase ca:
- Achatstraße (Strada agatului)
- Kieselweg (Strada pietrișului)
- Diamanstraße (Strada diamantului)
- Quarzstraße (Strada cuarțului)

Localitatea Rheder aparține de parohia localității vecine Kreuzweingarten cu care este legat prin strada „Römerkanal” denumit după apeductul roman care este paralel cu șoseaua.